# Nanorana quadranus
Nanorana quadranus är en groddjursart som först beskrevs av Liu, Hu och Yang 1960.  Nanorana quadranus ingår i släktet Nanorana och familjen Dicroglossidae. IUCN kategoriserar arten globalt som nära hotad. Inga underarter finns listade i Catalogue of Life.